# 라이언 루드윅
라이언 앤드루 루드윅(영어: Ryan Andrew Ludwick, 1978년 7월 13일 ~ )은 미국 메이저 리그 신시내티 레즈 선수이다.

## 출신학교
네바다주립대학교

## 통산 기록
145홈런 타율 0.262 308타점